# Härseby
Härseby gård eller Härseby säteri ligger i Motala kommun i Östergötland strax norr om sjön Boren vid riksväg 34, längs delen som tidigare var riksväg 36. Gården kan beskådas från "Utsikten", där man också ser huvuddelen av åkermarken, naturbeten, en vidsträckt strandlinje och Härseby udde, sommartid kanalbåtarna (Göta Kanal) samt, vid den södra stranden Ulfåsa slott, där man öster om en fyr på Birgittas udde finner resterna av Ulfåsa Herrgård.
"Herseby" beskrivs på en karta med texten: "Herseby uti Krigsbergs socken, Aska Härad och Östergötland. Afmätt år 1706 af framledne Lantmãtaren Johan Ekeboum. Renoverad år 1779 af M.Wallberg"
"Härseby Säteri" beskrivs på en annan karta: "Karta över alla ägorna till 1 mtl. Härseby Säteri uti Kristbergs socken, Bobergs Härad, Östergötlands län, upprättad vid ägostyckning år 1921 av Gunnar Öhrström, t.f. Distriktslantmätare."
Härseby ligger i Kristbergs socken och omnämns år 1399 i namnformen Hærsrodzbygd och förekommer därefter ofta i det historiska skriftliga källmaterialet (Härseby i Kristbergs socken, SOFI)
På gården bedrivs spannmålsodling,  betesdrift av Angusdjur och skogsbruk.  Sedan 2010 är en bergtäkt etablerad.